# Мхитарян, Оганез Арменакович
Оганез Арменакович Мхитарян (26 августа 1962, Тбилиси, Грузинская ССР) — советский и российский футболист, выступавший на позиции полузащитника. Известен по выступлениям за воронежский «Факел», за который провёл 425 матчей.

## Биография
В детстве занимался многими видами спорта, активнее всего — волейболом. В 12 лет перешёл в футбол. Воспитанник тбилисской ДЮСШ «Гантиади», первый тренер — Омар Шалвович Двали.
На взрослом уровне начал выступать в 17-летнем возрасте в составе воронежского «Факела», игравшего в первой лиге. Дебютный матч сыграл 9 сентября 1980 года против никопольского «Колоса», выйдя на замену на 70-й минуте вместо Геннадия Терновых. В 1984 году со своей командой стал победителем турнира первой лиги и полуфиналистом Кубка СССР. В сезоне 1985 года принял участие во всех 34 матчах высшей лиги и забил 3 гола — в обоих матчах против ростовского СКА, а также в ворота минского «Динамо», а его команда по итогам сезона вылетела обратно в первую лигу.
В 1990 году половину сезона провёл в составе «Котайка», а в 1991—1992 годах выступал в одном из низших дивизионов Польши за «Сокол» (Пневы), после возвращения из этих команд снова выступал за «Факел».
Всего в составе воронежского клуба провёл 14 сезонов, за это время сыграл 425 матчей в первенствах страны и забил 30 голов. Занимает второе место в истории клуба по числу сыгранных матчей, уступая Евгению Щёголеву (474).
В конце карьеры в течение четырёх сезонов выступал за «Локомотив» (Лиски) в третьей и второй лиге. Завершил игровую карьеру в возрасте 36 лет.
После окончания карьеры работал тренером в «Локомотиве» (Лиски) и «Факеле», также в этих командах был администратором, много лет работает детским тренером. По состоянию на 2017 год тренирует команду 2008—2009 годов рождения в ДЮСШ «Стрела». Выступал за команды ветеранов «Стрела» и «Балтика» (Воронеж).